# اچ‌ام‌اس پرودنت
اچ‌ام‌اس پرودنت (به انگلیسی: HMS Prudent) یک کشتی بود که طول آن ۱۵۸ فوت ۹ اینچ (۴۸٫۳۹ متر) بود. این کشتی در سال ۱۷۶۸ ساخته شد.